# Ruggiero de Ruggieri
Ruggiero de Ruggieri est un peintre italien de l’École bolonaise documenté en 1540 et en 1596/1597, né à Bologne et mort à Fontainebleau en 1596. Il travailla à Bologne (1540) avant de se rendre en France comme collaborateur de Primaticcio. Mentionné à Avon (1557, 1560, 1567, 1569, 1572, 1575, 1595), il travailla à Saint Germain en Laye (1562), Fontainebleau (dès 1559). Nommé Garde et Gouverneur du jardin de Fontainebleau (1577-1578) puis surintendant des peintures du Roi. Il réalisa des peintures pour Nicolas Legendre, seigneur de Villeroy (1569).

## Biographie

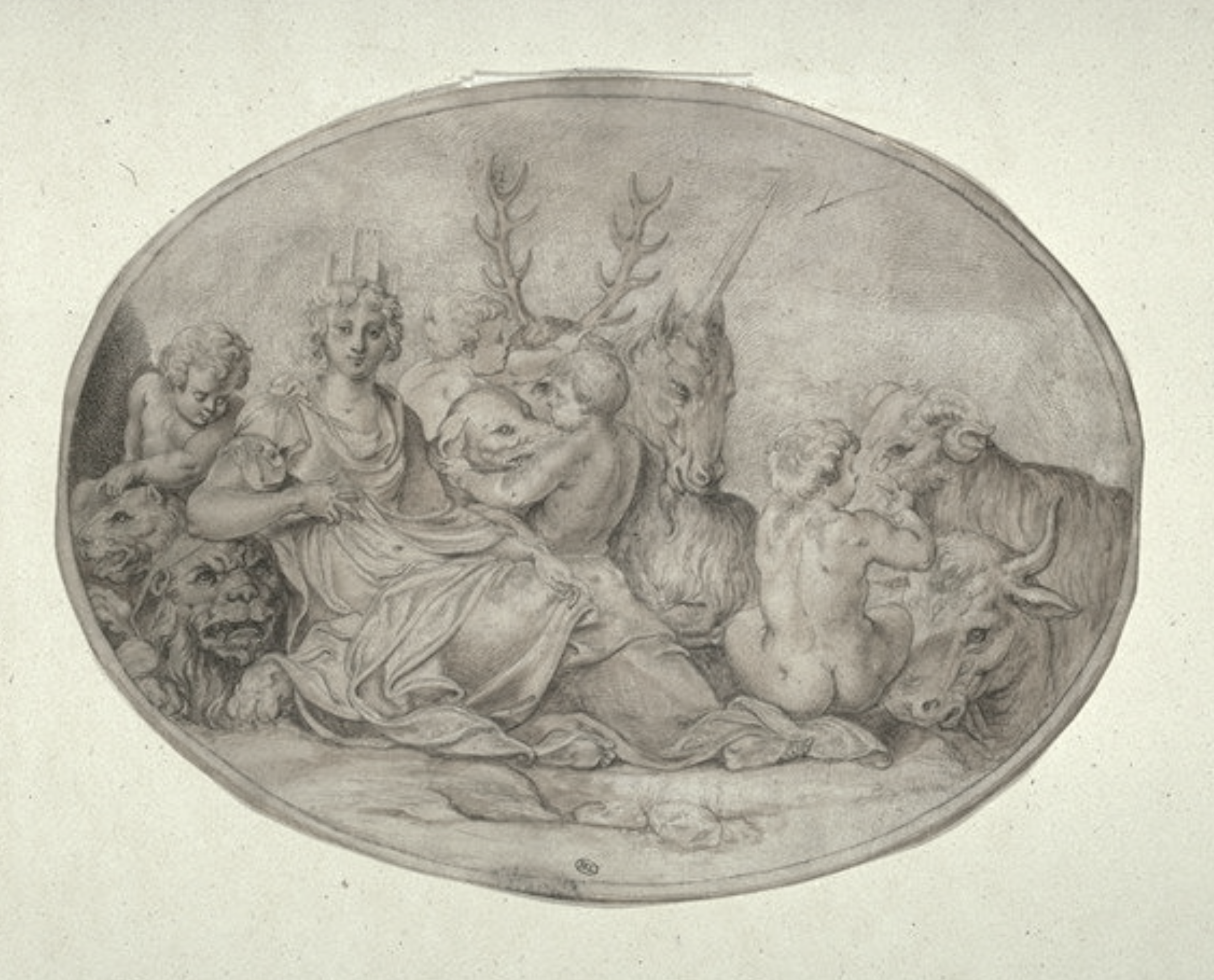
Cybèle, Copie d’après une œuvre de Ruggiero Ruggieri

Mentionné une première fois en 1551 comme concierge des jardins de Fontainebleau, il travaille au château sous la direction de Primatice (au cabinet du Roi, et plus tard aux frises de la salle des gardes) et réalise en 1569 plusieurs copies d'après la Galerie d'Ulysse pour orner le château de Nicolas de Neufville de Villeroy (ensemble dispersé).
Il est employé par Antoine de Clermont vers 1550-1560 aux décors du château d'Ancy-le-Franc, et réalise les décors de la chambre des Arts et de la galerie de Pharsale.
On lui attribue également les modèles de la tenture des dieux arabesques, commandée pour Henri II (pièces conservées au Mobilier national, et au musée des Tissus de Lyon).
A la mort de Primatice en 1570, Ruggieri (alors peintre de la reine mère) hérite de ses fonctions de garde et gouverneur du grand jardin de Fontainebleau, tandis que Giulio Camillo dell'Abate reprend la charge de surintendant des peintures.
A la mort de ce dernier en 1577-1578, il cumule toutes les anciennes charges de Primatice au château.
Il travaille en 1580-1581 à l'Hôtel de Soissons pour Catherine de Médicis, aux côtés du peintre Jacques Patin.
Vers 1594-1595, il travaille une dernière fois au château de Fontainebleau, où il réalise aux côtés de Toussaint Dubreuil les décors du Pavillon des Poêles sur le thème de l'Histoire d'Hercule.
Il meurt probablement  entre septembre 1596 et le 28 janvier 1597.